# 늘봄가든
《늘봄가든》(SPRING GARDEN)은 2024년에 개봉 예정인 대한민국의 공포 영화로, 제천 늘봄갈비를 배경으로 하고 있다.

## 줄거리
대한민국 3대 흉가중 곤지암 정신병원과 경북 영덕횟집, 그리고 늘봄가든이다. 소희는 혜란의 만류에도 불구하지만 남편의 유일하게 유산의 한적했던 시골의 한 저택인 늘봄가든으로 이사를 가게 된다. 늘봄가든을 방문하고 이유를 알수가 없던 기이하고 섬뜩한 일들이 겪게 된다. 늘봄가든의 괴담을 둘러싼 실체를 밝힐 진짜 공포가 시작된다

## 캐스팅

### 주연
- 조윤희 : 소희 역
- 김주령 : 혜란 역

### 조연
- 허동원 : 창수 역
- 정인겸 : 인겸 역
- 박루아 : 은주 역
- 송지우 : 지원 역
- 추예진 : 현주 역
- 이중옥 : 남 형사 역
- 이지오 : 피어싱 역
- 최서윤 : 문신 녀 역
- 우효원 : 진래 역
- 김라온 : 동현 역

### 특별출연
- 이준혁 : 정신과 의사 역

## 기타
- 2009년에 제천 늘봄가든 건물을 매입한 이씨는 “남의 건물을 아무 상의없이 이렇게 공포영화의 공간으로 삼아도 되는지 모르겠다. 영화 제작사와 배급사 쪽에 내용증명을 보냈으며, 만약 재산상 불이익 등의 피해를 입는다면 상영금지가처분신청 등의 조치를 할 것”이라며 영화 개봉에 대한 상당한 불쾌감을 표하였다.[3] 제천시 봉양읍 이장단협의회는 회의를 열고 영화 상영 반대 서명을 받아 이장단 35명이 서명했다. 제천시는 영화 상영을 우려하는 주민들의 민원에 대해 "제천에 부정적인 이미지가 확산되지 않도록 예의주시하고 상황에 맞게 적절한 조치를 취하겠다"라고 밝혔다.[4]
- 영화 제작사 바이어스이엔티는 이러한 반발에 대해 “'늘봄가든'이라는 이름만 차용했을 뿐 영화에 제천이 등장하지도 않고, 영화 내용에 상관 없기에 대응하지 않겠다.”라는 입장을 밝혔다.[5]